# Almedíxer
Almedíxer (oficialment i en castellà, Almedíjar) és un municipi del País Valencià a la comarca de l'Alt Palància. Limita amb Aín, Algímia d'Almonesir, Assuévar, Castellnou, Soneixa i La Vall d'Almonesir. Almedíxer és coneguda per la qualitat de les seues fonts: Canyar, Pana, Villanova, Lloses i Almansor.

## Geografia
El terme municipal d'Almedíxer està enclavat en la seua totalitat dins del parc natural de la Serra d'Espadà. Està situat en el seu vessant meridional, en el sector de la comarca de l'Alt Palància. La seua orografia és accidentada, amb punts d'altures de 918 metres (Herrera) i 979 metres (Cullera), les seues muntanyes es troben cobertes de sureres, pins i carrasques. El paisatge d'Almedíxer correspon al propi del parc natural de la Serra d'Espadà, i dins del terme d'Almedíxer destaquen especialment els bells boscos de sureres, de les quals s'extrau el suro.
La manera més senzilla d'arribar és a través de l'autopista A-23 de Sagunt a Somport fins a arribar a l'altura de Sogorb, on s'enllaça amb la carretera CV-200, carretera que finalitza en la localitat de Vila-real, pròxima a la capital provincial. El poble es troba a 71 km de la ciutat de València i 47 km de Castelló de la Plana.

## Història
Encara que hi ha algun jaciment del període iber i han aparegut algunes restes romanes, l'actual localitat té un clar origen musulmà. Va ser conquistada per les tropes de Jaume I d'Aragó en 1238. Després de diversos canvis d'amo, la localitat va passar a formar part de la família Centelles. A pesar de la conquista cristiana, la població musulmana continuava sent majoritària, generant múltiples revoltes fins a la seua derrota definitiva en 1528, en l'anomenada batalla d'Almedíxer, que va posar fi a la rebel·lió dels moriscos en el Regne de València. En 1611, després de l'expulsió dels moriscos, el marqués de Quirra, Gilabert Carroz de Centelles va atorgar davant de notari carta pobla per al lloc d'Almedíxer que havia quedat totalment despoblat. Els cognoms dels primers pobladors foren Torres, Talamantes, Tortajada, Sebastián, Terolín, Monzón, Salvador, Selma, del Riu, Magán, Veo, Macián, Tejedo, Rubio, Pérez, Mínguez, Juan, Puig, Ibáñez, Ruiz, Chos, Badía, Ballester i Esteban, procedents la majoria de les veïnes Xèrica i Sogorb. Amb el temps moltes d'estes famílies van abandonar la població sent reemplaçades per altres procedents de les altres localitats de la zona com la Pobla d'Arenós, Vilamalur, Algímia d'Almonesir o el sud de la província de Terol, apareixent cap al segle xvii altres cognoms que són els actuals de la localitat, com ara Gijón, Ginés, Latorre, Monzonís o Castanyer.

## Demografia
| 1900 | 1910 | 1920 | 1930 | 1940 | 1950 | 1960 | 1970 | 1981 | 1991 | 2000 | 2005 | 2007 | 2011 | 2012 | 2014 |
| ---- | ---- | ---- | ---- | ---- | ---- | ---- | ---- | ---- | ---- | ---- | ---- | ---- | ---- | ---- | ---- |
| 830  | 819  | 712  | 613  | 582  | 495  | 458  | 415  | 295  | 298  | 275  | 276  | 268  | 306  | 297  | 261  |

## Economia
Tradicionalment l'economia d'Almedíxer ha estat basada en l'agricultura de secà, sent predominant les oliveres i els ametlers. No obstant això, en l'actualitat també tenen gran importància per a l'economia local una planta embotelladora d'aigua i una formatgeria.

## Alcaldia
Des de 2007 l'alcalde d'Almedíxer és José Esteban Villanova Pérez del Partit Socialista del País Valencià (PSPV).
| Període                       | Alcalde o alcaldessa           | Partit polític | Data de possessió | Observacions |
| ----------------------------- | ------------------------------ | -------------- | ----------------- | ------------ |
| 1979–1983                     | José Castañer Torres           | UCD            | 19/04/1979        | --           |
| 1983–1987                     | Abel Latorre Latorre           | AP-PDP-UL-UV   | 28/05/1983        | --           |
| 1987–1991                     | Abel Latorre Latorre           | AP             | 30/06/1987        | --           |
| 1991–1995                     | Angelino Isidro Torres Latorre | PP             | 15/06/1991        | --           |
| 1995–1999                     | Angelino Isidro Torres Latorre | PP             | 17/06/1995        | --           |
| 1999–2003                     | Angelino Isidro Torres Latorre | PP             | 03/07/1999        | --           |
| 2003–2007                     | Angelino Isidro Torres Latorre | PP             | 14/06/2003        | --           |
| 2007–2011                     | José Esteban Vilanova Pérez    | PSPV-PSOE      | 16/06/2007        | --           |
| 2011–2015                     | José Esteban Vilanova Pérez    | PSPV-PSOE      | 11/06/2011        | --           |
| 2015–2019                     | José Esteban Vilanova Pérez    | PSPV-PSOE      | 13/06/2015        | --           |
| 2019-2023                     | José Esteban Vilanova Pérez    | PSPV-PSOE      | 15/06/2019        | --           |
| Des de 2023                   | n/d                            | n/d            | 17/06/2023        | --           |
| Fonts: Generalitat Valenciana |                                |                |                   |              |

## Monuments

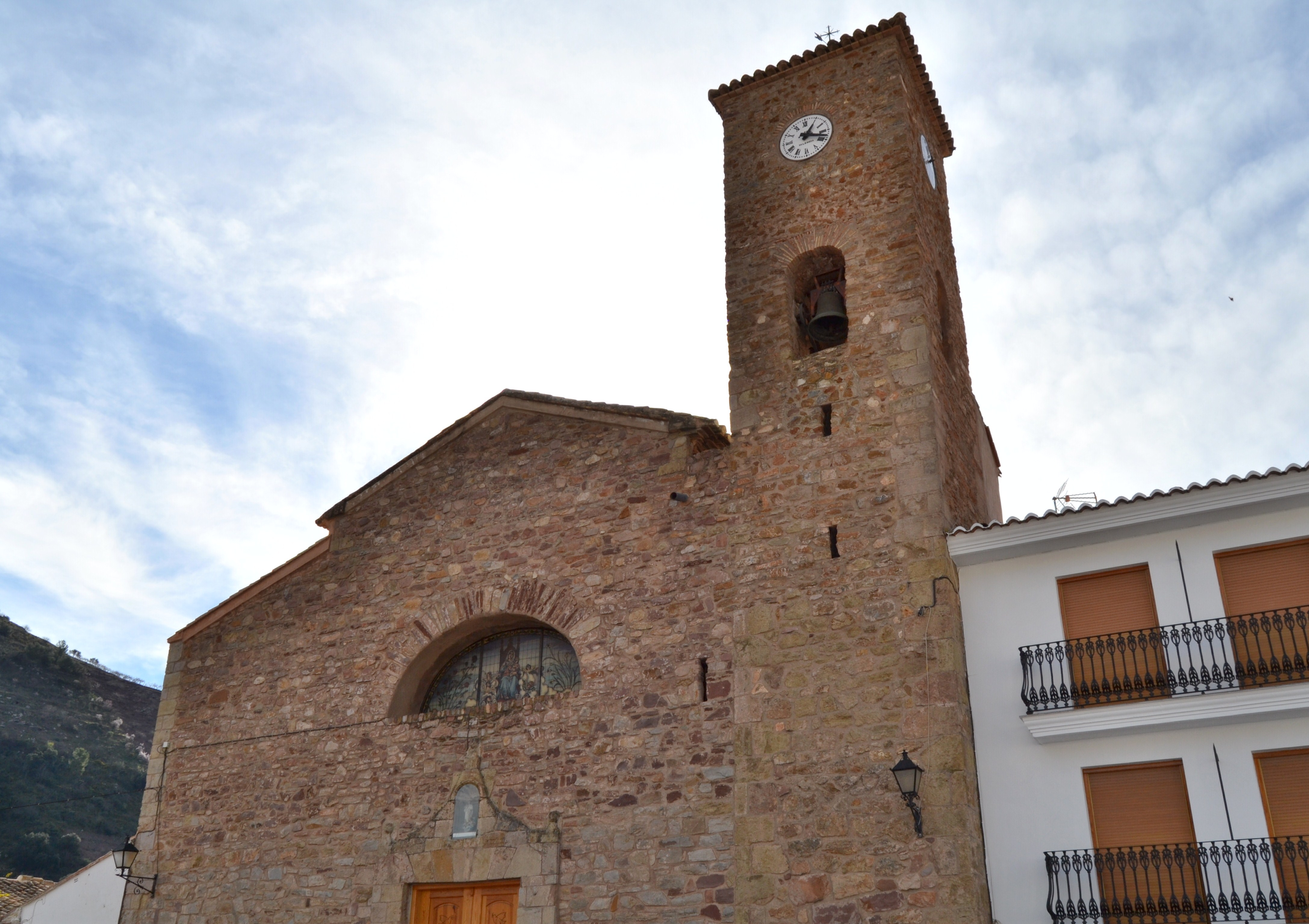
Església

- Església dels Àngels i Sant Joan Baptista. Edifici d'interés arquitectònic.
- Aqüeducte romà.
- Castell de la Rodana i Castillet. Este castell, situat en la muntanya de la Rodana (684 metres), actualment en ruïnes, era de planta irregular, amb una planta molt allargada que integrava els farallons rocosos de la cima de la muntanya en la seua estructura. Comptava amb un doble emmurallament i encara és possible observar la part inferior de la torre major.
- Muralla. La localitat comptava també amb un recinte murallat des de l'època medieval, que la defenia en estar allunyada del castell. Encara és possible observar llenços i arcs de la muralla en prou bon estat en el nucli urbà.
- Casa Arcadio. Torre arrodonida en la qual s'obri la porta al carreró, contrafort exterior que s'observa des de la Plaça de l'ajuntament i es va construir per a enfortir la paret exterior.

## Cultura
Es realitzen activitats culturals (cine, teatre, entre altres) durant tots els caps de setmana de juliol. El primer dissabte d'agost se celebra la Setmana Cultural. Les festes s'inicien el segon dissabte d'agost en honor de la Divina Pastora i els sants de la Pedra.
La gastronomia és molt variada, d'entre la qual destaquen els seus embotits, l'olla, típic plat a base de verdures, el bollit, també de verdures i, per descomptat, la paella valenciana. La rebosteria típica comprén des de la fullosa, coca de molles, coca de figues seques fins al delgao d'ametles o anous. A més és coneguda l'aigua d'Almedíxer, de gran qualitat i sense oblidar-nos dels seus vins, d'elaboració tradicional.